# الحزب الجمهوري (المالديف)
الحزب الجمهوري هو حزب سياسي في جزر المالديف. تأسس من قبل مجموعة من النواب في 26 مايو عام 2008، ونما بسرعة، وتجاوز الحزب الديمقراطي المالديفي أكبر أحزاب المعارضة في المجلس لهذا العام.
زعيم الحزب ومرشحه للرئاسة هو رجل الأعمال ووزير المالية السابق قاسم إبراهيم.